# العلاقات الروسية المولدوفية
العلاقات الروسية المولدوفية هي العلاقات الثنائية التي تجمع بين روسيا ومولدوفا.

## مقارنة بين البلدين
هذه مقارنة عامة ومرجعية للدولتين:
| وجه المقارنة                                              | روسيا                                   | مولدوفا                           |
| --------------------------------------------------------- | --------------------------------------- | --------------------------------- |
| المساحة (كم2)                                             | 17.08 مليون                             | 33.85 ألف                         |
| عدد السكان (نسمة)                                         | 146.80 مليون                            | 2.55 مليون                        |
| الكثافة السكانية (ن./كم²)                                 | 8.59                                    | 75.33                             |
| العاصمة                                                   | موسكو                                   | كيشيناو                           |
| اللغة الرسمية                                             | اللغة الروسية                           | اللغة المولدوفية، اللغة الرومانية |
| العملة                                                    | روبل روسي                               | ليو مولدوفي                       |
| الناتج المحلي الإجمالي (بليون دولار)                      | 1.58 تريليون                            | 8.13 مليار                        |
| الناتج المحلي الإجمالي (تعادل القوة الشرائية) بليون دولار | 3.69 تريليون                            | 17.94 مليار                       |
| الناتج المحلي الإجمالي الاسمي للفرد دولار أمريكي          | 9.09 ألف                                | 3.65 ألف                          |
| الناتج المحلي الإجمالي للفرد دولار أمريكي                 |                                         | 4.98 ألف                          |
| مؤشر التنمية البشرية                                      | 0.798                                   | 0.693                             |
| رمز المكالمات الدولي                                      | +7                                      | +373                              |
| رمز الإنترنت                                              | .ru، .рф، .рус ‏، .su                    | .md                               |
| المنطقة الزمنية                                           | Magadan Time ‏، ت ع م+02:00، ت ع م+12:00 | ت ع م+02:00، ت ع م+03:00          |

## مدن متوأمة
في ما يلي قائمة باتفاقيات التوأمة بين مدن روسية ومولدوفية:
- ترتبط دميتروفسك مع Ungheni [الإنجليزية]‏ باتفاقية توأمة.
- ترتبط سفرودفنسك مع تيراسبول باتفاقية توأمة منذ 2010.
- ترتبط فولغوغراد مع تيراسبول باتفاقية توأمة منذ 1966.[15][15][15]
- ترتبط أوبنينسك مع تيراسبول باتفاقية توأمة.
- ترتبط دميتروف مع Rîbnița [الإنجليزية]‏ باتفاقية توأمة.
- ترتبط كالوغا مع تيراسبول باتفاقية توأمة منذ 1969.[16]
- ترتبط كورسك مع تيراسبول باتفاقية توأمة منذ 1990.

## منظمات دولية مشتركة
يشترك البلدان في عضوية مجموعة من المنظمات الدولية، منها:
| علم المنظمة | اسم المنظمة                          | تاريخ انضمام روسيا | تاريخ انضمام مولدوفا |
| ----------- | ------------------------------------ | ------------------ | -------------------- |
|             | مؤسسة التنمية الدولية                | 16 يونيو 1992      | 14 يونيو 1994        |
|             | منظمة الأمن والتعاون في أوروبا       | 1992               | 30 يناير 1992        |
|             | يونسكو                               | 21 أبريل 1954      | 27 مايو 1992         |
|             | مؤسسة التمويل الدولية                | 12 أبريل 1993      | 10 مارس 1995         |
|             | مجلس أوروبا                          | 28 فبراير 1996     | ?                    |
|             | منظمة حظر الأسلحة الكيميائية         | ?                  | ?                    |
|             | الأمم المتحدة                        | 24 أكتوبر 1945     | 2 مارس 1992          |
|             | منظمة التعاون الاقتصادي للبحر الأسود | 4 يونيو 1992       | ?                    |
|             | الاتحاد الدولي للاتصالات             | 1866               | 20 أكتوبر 1992       |
|             | منظمة الشرطة الجنائية الدولية        | 27 سبتمبر 1990     | ?                    |
|             | البنك الدولي للإنشاء والتعمير        | 16 يونيو 1992      | 12 أغسطس 1992        |
|             | الاتحاد البريدي العالمي              | ?                  | ?                    |
|             | وكالة ضمان الاستثمار متعدد الأطراف   | 29 ديسمبر 1992     | 9 يونيو 1993         |
|             | منظمة التجارة العالمية               | 22 أغسطس 2012      | ?                    |
|             | الفريق المعني برصد الأرض             | ?                  | ?                    |

## أعلام
هذه قائمة لبعض الشخصيات التي تربطها علاقات بالبلدين:
- ألكسندر كولتشاك (4 نوفمبر 1874 – 7 فبراير 1920)
- اناتولي نيكولايش (لاعب كرة قدم مولدافي، 17 أبريل 1996[22] – )
- بيوتر كابيتسا (فيزيائي روسي، 26 يونيو 1894[23][24][25] – 8 أبريل 1984[23][24][26])
- ستانيسلاف إيفانوف (لاعب كرة قدم مولدافي، 7 أكتوبر 1980 – )
- سيرجي رخمانينوف (20 مارس 1873[27][28][29] – 28 مارس 1943[27][28][30])
- فيكا جيغولينا (18 فبراير 1986 – )

## وصلات خارجية
- موقع وزارة الخارجية الروسية
- موقع وزارة الخارجية المولدوفية